# Harry Potter és a Tűz Serlege (filmzene)

Daniel Radcliffe Harry Potter szerepében (2003)

J. K. Rowling Harry Potter és a Tűz Serlege című film zenéjét Patrick Doyle, híres skót származású komponista szerezte. Érdekesség, hogy a korábbi három Harry Potter rész filmzenéje mind John Williams nevéhez köthető, addig a negyedik rész zenéjét Doyle-ra bízták. Ezt később a filmkészítők azzal magyarázták, hogy Williams számos más feladattal volt elhalmozva (Például: Csillagok háborúja III: A Sith-ek bosszúja és a Világok harca című filmek zenéjének megírásával), ami miatt nem vállalhatta el a Potter-széria negyedik epizódját. Ezt követően két részen keresztül Nicholas Hooper, majd az utolsó két részben Alexandre Desplat volt a filmzene fő felelőse.
A filmben szereplő zeneszámok a Londoni Szimfonikus Zenekar előadásában hallhatóak.
| Sorszám | Cím (Szabad fordításban)                              | Hosszúság |
| ------- | ----------------------------------------------------- | --------- |
| 1       | The Story Continues (A történet folytatódik)          | 1:31      |
| 2       | Frank Dies (Frank halála)                             | 2:12      |
| 3       | The Quidditch World Cup (A Kviddics Világkupa)        | 1:52      |
| 4       | The Dark Mark (A Sötét Jegy)                          | 3:27      |
| 5       | Foreign Visitors Arrive(A külföldi vendégek érkezése) | 1:30      |
| 6       | The Goblet of Fire (A Tűz Serlege)                    | 3:23      |
| 7       | Rita Skeeter (Rita Vitrol)                            | 1:42      |
| 8       | Sirius Fire (Sirius tüze)                             | 2:00      |
| 9       | Harry Sees Dragons (Harry sárkányokat lát)            | 1:54      |
| 10      | The Golden Egg (Az aranytojás)                        | 6:11      |
| 11      | Neville's Waltz (Neville kering)                      | 2:11      |
| 12      | Harry in Winter (Harry télen)                         | 2:56      |
| 13      | Potter Waltz (Potter kering)                          | 2:19      |
| 14      | Underwater Secrets (Vízalatti titkok)                 | 2:28      |
| 15      | The Black Lake (A Fekete-tó)                          | 4:38      |
| 16      | Hogwarts' March (A Roxfort indulója)                  | 2:47      |
| 17      | The Maze (A labirintus)                               | 4:44      |
| 18      | Voldemort (Voldemort)                                 | 9:39      |
| 19      | Death of Cedric (Cedric halála)                       | 1:59      |
| 20      | Another Year Ends (Véget ér egy újabb év)             | 2:21      |
| 21      | Hogwart's Hymn (A Roxfort himnusza)                   | 2:59      |
| 22      | Do the Hippogriff (Tegye a Hippogriff)                | 3:39      |
| 23      | This Is The Night (Ez Az éjszaka)                     | 3:24      |
| 24      | Magic Works (Működik a varázslat)                     | 4:02      |

## Fordítás
- Ez a szócikk részben vagy egészben  a   Harry Potter and the Goblet of Fire (soundtrack) című angol Wikipédia-szócikk fordításán alapul.  Az eredeti cikk szerkesztőit annak laptörténete sorolja fel. Ez a jelzés csupán a megfogalmazás eredetét és a szerzői jogokat jelzi, nem szolgál a cikkben szereplő információk forrásmegjelöléseként.